# Liptovský Hrádok
Liptovský Hrádok es un municipio del distrito de Liptovský Mikuláš en la región de Žilina, Eslovaquia, con una población estimada a final del año 2024 de 6950 habitantes.
Se encuentra ubicado al sureste de la región, cerca del curso alto del río Váh (cuenca hidrográfica del Danubio), de los montes Tatras y de la frontera con Polonia y las regiones de Prešov y Banská Bystrica.

## Demografía
| Año        | 1994 | 2004    | 2014    | 2024    |
| ---------- | ---- | ------- | ------- | ------- |
| Población  | 8606 | 8019    | 7629    | 6950    |
| Diferencia |      | −6,82 % | −4,86 % | −8,90 % |

| Año        | 2023 | 2024    |
| ---------- | ---- | ------- |
| Población  | 7003 | 6950    |
| Diferencia |      | −0,75 % |